# هوندا زاد
هوندا زاد (بالفرنسية: Honda Z) سيارة كلاسيكية أنتجتها شركة هوندا اليابانية لصناعة السيارات في الفترة الممتدة بين (1970 و1974)

## صور

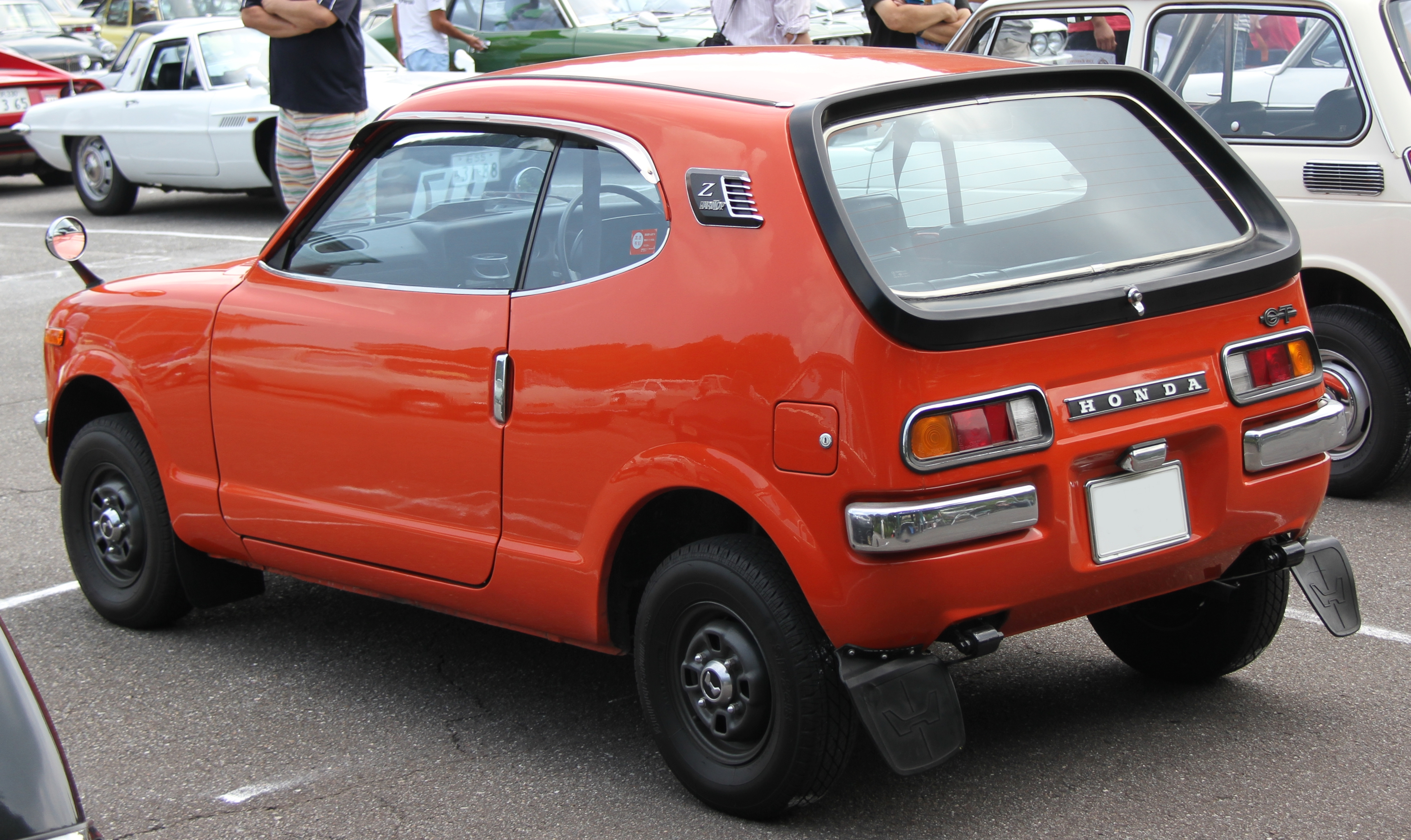
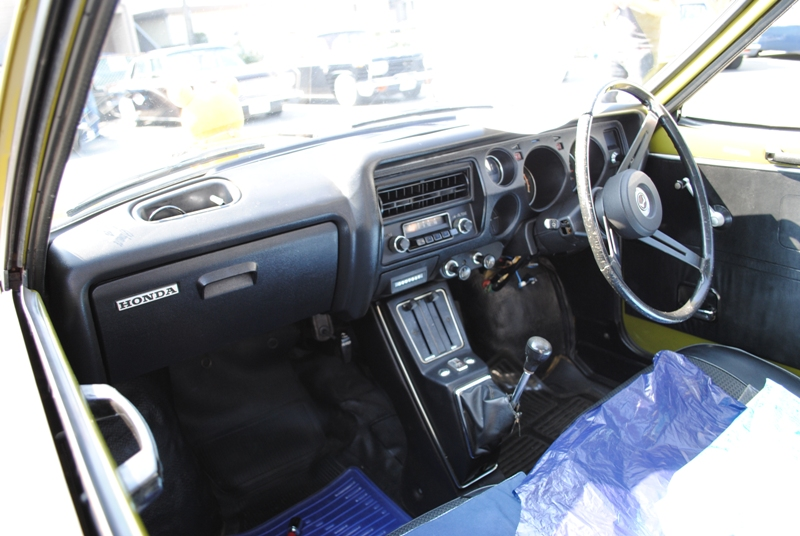
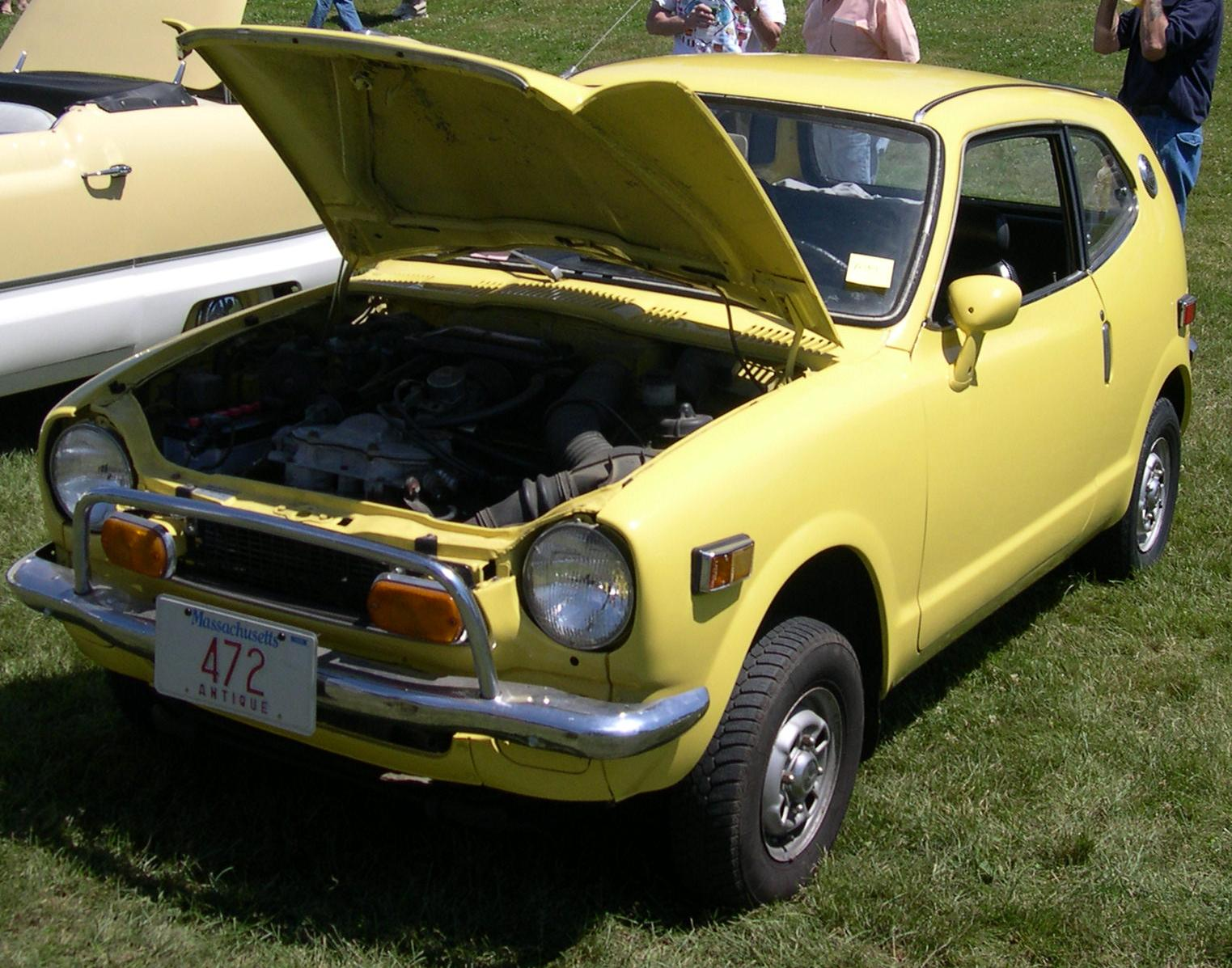